# Celeron

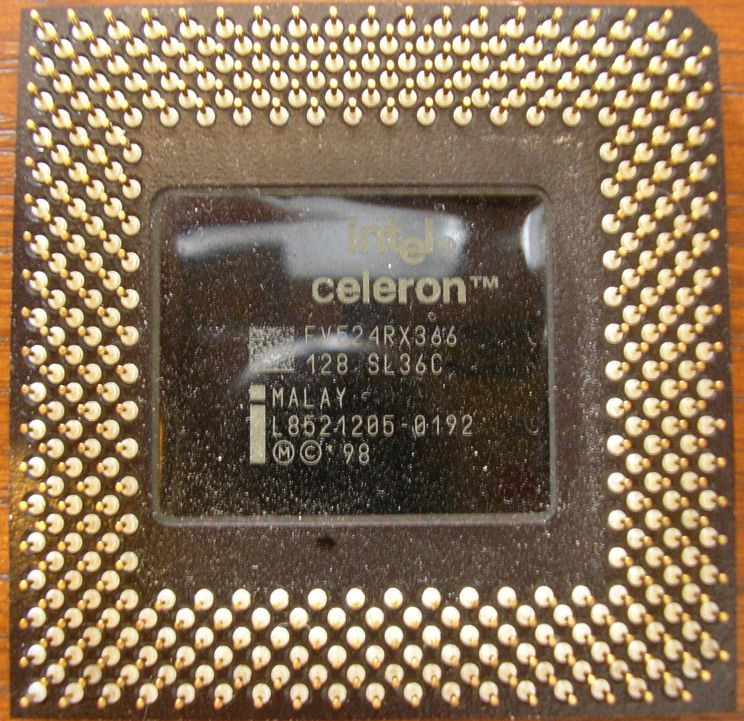
Achterkant van een Socket 370 Celeron.

Een Intel Celeron-processor is een x86-microprocessortype, door Intel geproduceerd en gemarket als een goedkopere variant op de Intel Pentium. De Celeron-familie vormt derhalve een aanvulling op Intels Pentium-processorfamilie, die hogere prestaties leveren en daarom ook duurder zijn.
De eerste Celeron werd geïntroduceerd in augustus 1998 en was gebaseerd op de kern van de Pentium II. Latere versies waren gebaseerd op de Pentium III, Pentium 4, Pentium-M en Intel Core 2.
De Celeron heeft een variabele kloksnelheid van 233MHz tot 2GHz.
De Celeron is de goedkoopste onder de Intel-processoren van 2000-heden.